# Свертушка магонієва

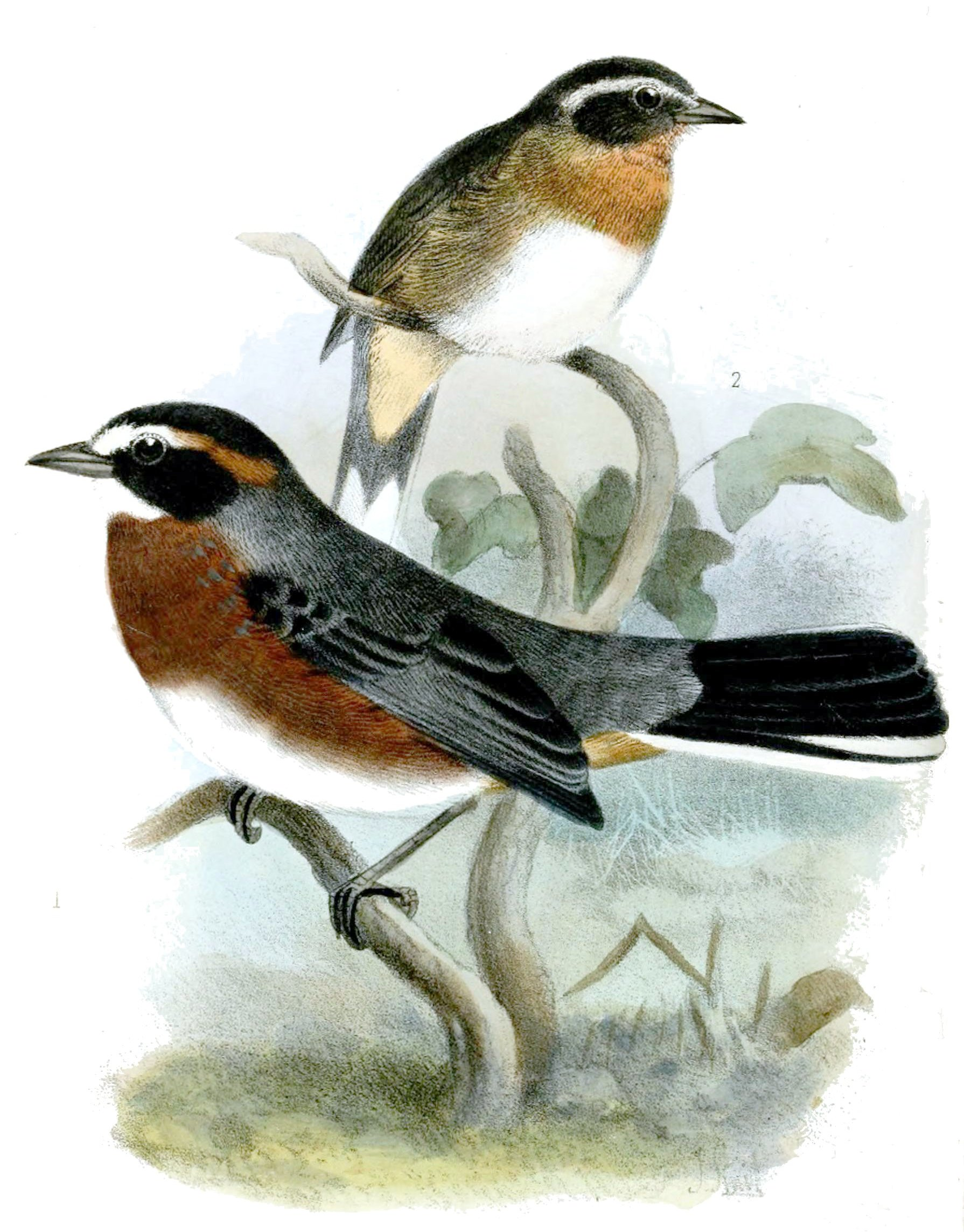
Магонієві свертушки

Све́ртушка магонієва (Poospiza whitii) — вид горобцеподібних птахів родини саякових (Thraupidae). Мешкає в Болівії і Аргентині. Раніше вважався конспецифічним з біловусою свертушкою.

## Поширення і екологія
Магонієві свертушки мешкають в Болівії (на південь від Ла-Пасу) та на північному заході Аргентині (на південь до Мендоси і Сан-Луїса). Вони живуть у вологих гірських тропічних лісах, що складаються переважно з подокарпусів і вільх та у вологих і високогірних чагарникових заростях Prosopis і Geoffroea. Зустрічаються на висоті від 200 до 3800 м над рівнем моря.